# Strzemię (jeździectwo)

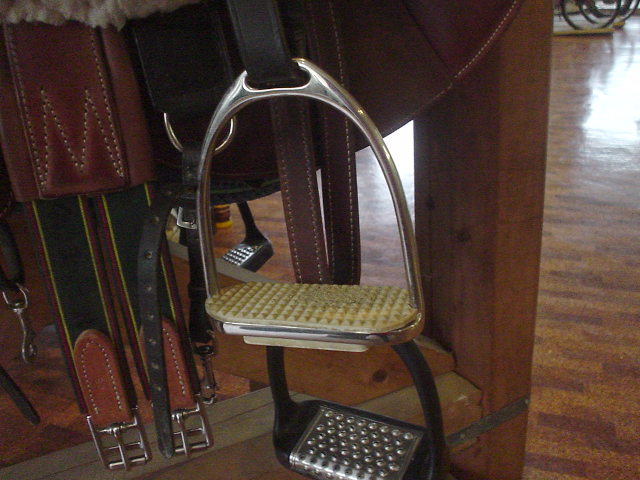
Standardowe strzemię

Strzemię – uzupełniająca część rzędu końskiego, wspomagająca wsiadanie na konia oraz utrzymywanie się w siodle w czasie jazdy.
Pałąki strzemienia współcześnie wykonywane są przeważnie ze stali nierdzewnej, zawieszane na skórzanych pasach, tzw. puśliskach, po obu stronach siodła. Wyposażone są zazwyczaj w gumowe wkładki przeciw poślizgowi butów.

## Historia
Strzemię wynaleziono na początku IV wieku na pograniczu dzisiejszej Korei i Chin. Udoskonalone przez Alanów, szybko weszło do powszechnego użytku. W Europie pojawiło się w VI wieku, najpierw na ziemiach Cesarstwa Bizantyńskiego za pośrednictwem migrujących z głębi azjatyckich stepów Awarów. Do Europy Zachodniej dotarło w okresie hegemonii państwa Franków na przełomie VIII/IX wieku poprzez kontakty z Pieczyngami. W całej Europie łacińskiej strzemię upowszechniło się około 1000 roku, głównie dzięki nowej technice konnej walki Normanów osiadłych w północnej Francji. Upowszechnienie strzemion wraz z ewolucją siodeł (sztywne, wysokie łęki) spowodowało rozwój jazdy walczącej kopią, która w XII wieku przekształciła się w rycerstwo.

## Heraldyka
Występuje jako element herbu gminy Szczucin, gminy Korzenna oraz gminy Czarnożyły.